# Alkalmazott tudományok egyeteme
Az alkalmazott tudományok egyeteme elnevezés a magyar felsőoktatási rendszerben működő intézmények egyik kategóriája, az egyetemek és főiskolák melletti harmadik besorolás.

## Fogalom
A nemzeti felsőoktatásról szóló 2011. évi CCIV. törvény határozza meg ezt a kategóriát. A törvényi előírások szerint az az intézmény felel meg a besorolás feltételinek, amely 
- legalább négy alapképzési szakon és két mesterképzési szakon jogosult képzésre,
- legalább két szakon duális képzést folytat (ha engedélye van olyan képzési területre, ahol ez lehetséges)
- munkaviszony, illetve közalkalmazotti jogviszony keretében foglalkoztatott oktatóinak, kutatóinak legalább negyvenöt százaléka tudományos fokozattal rendelkezik,
- képzéseit képes idegen nyelven folytatni az általa indított szakok egy részén, valamint
- tudományos diákkört működtet.[1]

Nem kell képesnek lennie doktori képzésre.

## Rektor
Az alkalmazott tudományok egyetemének vezetője a rektor. Rektor olyan személy lehet, aki egyetemi tanár, főiskolai tanár, egyetemi docens, tudományos tanácsadó vagy kutatóprofesszor munkakörben van alkalmazva.

## Intézmények
A következő intézmények tartoznak az alkalmazott tudományok egyeteme kategóriába:
- Budapesti Gazdasági Egyetem
- Budapesti Metropolitan Egyetem
- Dunaújvárosi Egyetem
- Edutus Egyetem
- Eszterházy Károly Egyetem
- Gábor Dénes Egyetem
- Kodolányi János Egyetem
- Milton Friedman Egyetem
- Neumann János Egyetem
- Nyíregyházi Egyetem